# Jacqueline Novogratz

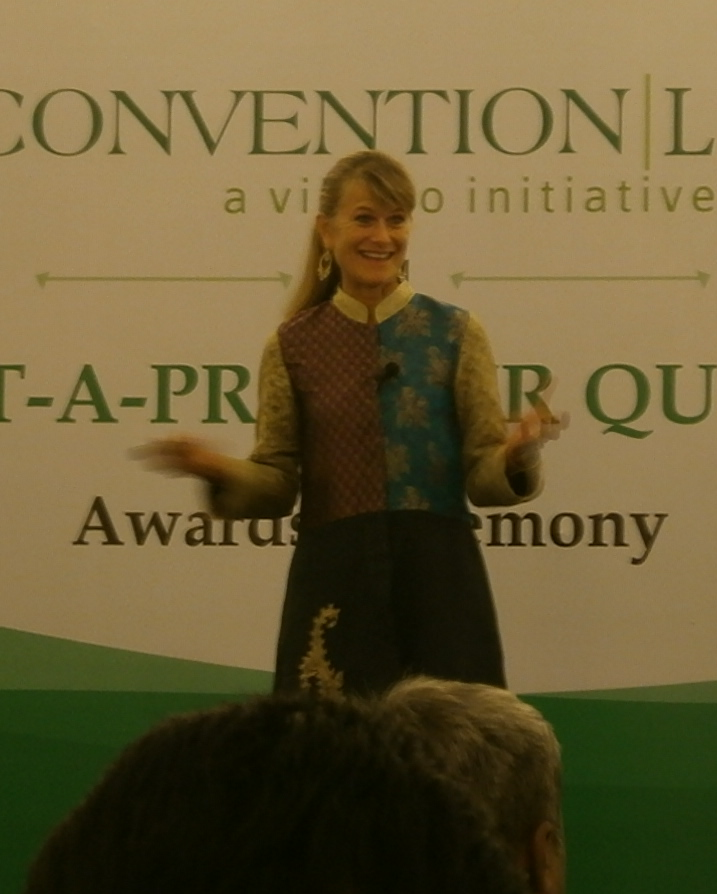

Jacqueline  Novogratz is oprichter en directeur van Acumen Fund, een non-profit-durfkapitaalfonds, dat wereldwijd investeert in kleine lokale ondernemers in Afrika en Zuid-Azië. Ze zit in diverse adviescommissies en raden.
Novogratz verliet eind jaren 80 een veelbelovende carrière bij Chase Manhattan Bank om naar Afrika te verhuizen, waar ze in Rwanda een bakkerij en het microfinancieringsinstituut Duterimbere opzette. Voordat ze in 2001 Acumen Fund oprichtte, werkte ze voor de Rockefeller Foundation, waarvoor ze The Philanthropy Workshop and The Next Generation Leadership-programma's opzette en leidde.
In 2009 publiceerde Novogratz de New York Times-bestseller The Blue Sweater: Bridging the Gap Between Rich and Poor in an Interconnected World. Ze is opgenomen in de lijst van Top 100 Global Thinkers van het tijdschrift Foreign Policy en de lijst van 25 Smartest People of the Decade van The Daily Beast. Ze spreekt regelmatig op fora zoals het Clinton Global Peace Initiative, TED ("Ideas Worth Spreading") en het Aspen Ideas Festival. Novogratz heeft een MBA van Stanford en een BA in Economie/Internationale Relaties van de Universiteit van Virginia. Ze heeft eredoctoraten van de Universiteit van Notre Dame, Wofford College, Gettysburg College en de Fordham-universiteit.
Novogratz is getrouwd met Chris Anderson, de curator van TED.

## Onderscheidingen
In 2011 ontving zij de Four Freedoms Award voor vrijwaring van gebrek.